# Beefsteak Raid
A Beefsteak Raid (jelentése magyarul marhaszelet-rajtaütés) az amerikai polgárháború egyik legnagyobb, az Amerikai Konföderációs Államok hadserege által végrehajtott katonai bravúr volt 1864 szeptemberében, Petersburg mellett, Nyugat-Virginiában. Wade Hampton őrnagy 3000 lovaskatonával, mintegy 160 km-es utat megtéve több mint két és félezer szarvasmarhát zsákmányolt az Unió hadseregétől, így egy időre enyhítette az élelmezési problémákat az ostromlott Petersburgben és Richmondban.

## Előzmények
1864 tavaszán Ulysses S. Grant került az északi csapatok élére, és kétszeres túlerőben levő seregével fogott hadműveletekbe a Robert E. Lee vezette konföderációs csapatok ellen. Bár Lee két csatában is komoly veszteséget okozott Grantnak, de az unionista sereg jobb utánpótlása révén a veszteségeket hamar pótolhatták. Az északiak a nyár folyamán elérték Petersburgot, majd a konföderációs fővárost, Richmondot is.
Augusztus 22-én elfogytak a hadsereg élelmezésére szolgáló kukoricakészletek a délieknél. Élelemhiány sújtotta a lakosságot is. Az északi hadsereg a Globe Tavernnél vívott csata során megszerezte a Weldon-vasútvonal feletti ellenőrzést, amely Petersburg számára létfontosságú volt. Az ellátási nehézségekből adódó gondokat a déliek úgy próbálták kiküszöbölni, hogy lovasságuk kisebb csoportokban portyázott az ellenség vonalai mögött és igyekezett fontos dolgokat például élelmet is zsákmányolni.
George D. Shadburne őrmester felderítést végzett az unionista vonalak mögött és szeptember 5-én jelentette Hamptonnak, hogy a James-folyótól nyolc kilométerre, nem messze Grant főhadiszállásától, a Ruffin-ültetvényen vagy 3000 szarvasmarha legel, amely vélhetően az északiak élelmezésére szolgált volna, de az unionisták csekély számú katonasággal őriztették a jószágot. A jelentés 150 főre becsülte védelem létszámát (120 katona és 30 gulyás), bár a valós létszám ennél nagyobb volt, ám így sem érte el az 500 főt.
Hamptont Lee James Ewell Brown Stuart után nevezte ki lovasparancsnoknak, aki Yellow Tavernnél kapott halálos sebet. Stuart maga is számos portyázást vezetett az unionisták ellen, s Hampton is folytatta ezeket az akciókat.
Hampton ügyes tervet dolgozott ki: 3000 lovassal akarta elhajtani és a déli vonalak mögé terelni a marhákat. Elképzeléseiről beszámolt Lee tábornoknak is, aki jóváhagyta a tervezett akciót, sőt tanácsokkal is ellátta Hamptont. Lee javaslata az volt, hogy kanyargós utakon haladjon, kerülje el a közeli Jerusalem Plank Road-ot, s amit ha lehetséges tartson is szemmel egy külön csapattal, amely a visszavonulást fedezi.
A portyára észak-karolinai és virginiai egységekből válogattak ki embereket. A csapat munkaeszközöket is vitt magával, hogy utászfeladatokat is elláthasson.

## Az akció
Hampton szeptember 14-én hajnalban indult portyára. A Boydton Plank Roadon haladva az egységek külön-külön csatlakoztak hozzá. Áttérve a Quaker-útra délnek fordult a Rowanty-patak felé több fontos átkelőnél és hídnál elhaladva, mialatt nem ütköztek bele unionista csapatokba. Az első éjszakát a Rowanty-pataknál töltötték.
Tovább haladva kikerülték a Jerusalem Plank Roadot, majd ezt követően átkeltek a Blackwater folyócskán, egy lerombolt híd helyén, ahol az északiak nem számítottak támadásra. A vele levő néhány műszaki és lovassági katonák megfeszített munkájával John F. Lanneau hadmérnök irányítása alatt erős fahidat építettek, hogy a csordát átvezethessék rajta. Míg a munka folyt, addig a katonák többsége alapos pihenőt tartott. Hampton itt számolt be embereinek a hadjárat valódi céljáról és a tervről is.
Szeptember 16-án Hampton háromfelé osztotta csapatát: a legkisebbet James Dearing vezette, aki a Cooke-malomnál fedezte Hamptont egy keletről jövő esetleg támadás esetén, mégpedig azzal, hogy lezárja a Pohwatan-erőd felé vezető utat (bár innen számoltak legkevésbé északi támadással a déliek). A legnagyobbat Rooney Lee vezette, az ő feladata volt a csordát védő katonákat elkergetni, továbbá ügyelni az észak felől jövő esetleg támadásra, melynek kockázata már csak azért is nagy volt, mivel a közelben feküdt az unionisták egyik fő raktára. A középső hadoszlopot Tom Rosser és William E. Miller vezették, melynek feladata volt a marhák elterelése északi irányból.
A rajtaütés szeptember 17-én, hajnali ötkor vette kezdetét. Elsőnek Rosser csapott le: az ő javaslatára Hampton annyiban módosította az eredeti tervet, hogy közvetlenül nyomult be az északi katonák állásaiba. Sikerült is neki álmában meglepnie a még alvó északiakat, addig a két szárnyon Dearing és Lee sikeresen elfoglalták a fontos pontokat. A menekülő északi katonák ráadásul rossz irányba vonultak vissza és egyenesen a közeli templomnál álló déliek karjaiba futottak bele.
Az akció sikeres volt: Hamptonék 2685 állatot és 11 társzekeret zsákmányoltak, valamint 304 foglyot is sikerült ejteniük. Az északiak a meglepetés hatására nem tudtak komolyabb ellenállást tanúsítani. Háromórányi harc után Hampton elrendelte a visszavonulást a Blackwater felé, közben Rosser a Jerusalem Plank Roadnál fedezte a többieket. Alkonyatra Lanneau befejezte a híd helyreállítását a Blackwater fölött, így a csorda átvonulhatott.
Az északiak Henry Davies dandártábornokot küldték 2100 fős erősítéssel a new yorki lovasságtól Hampton ellen, ám Rosser (Miller hathatós támogatásával) a Jerusalem Plank Roadnál levő templomnál sikeresen feltartóztatta őt, míg a Blackwateren történő átkelés folyt, így Daviesnek esélye sem maradt visszaszerezni az elrabolt csordát. Rosser csak azután vonult vissza, miután már sötétedett és az állatok már jóval mögöttük voltak. Bár az unionista egységek is visszahúzódtak, Hampton még négy századdal figyeltette a templom környékét, sőt kísérletet tett Davies bekerítésére is (sikertelenül), s csak este tértek vissza mind a Rowanty-nél fekvő táborukba; az északiak a továbbiakban nem üldözték őket.
Az elhajtott több mint 2600 állatból 2468 jutott el a déli arcvonal mögé. Ezenkívül a konföderációs különítmény vesztesége 10 halott, 47 sebesült és négy eltűnt volt.

## Következmények

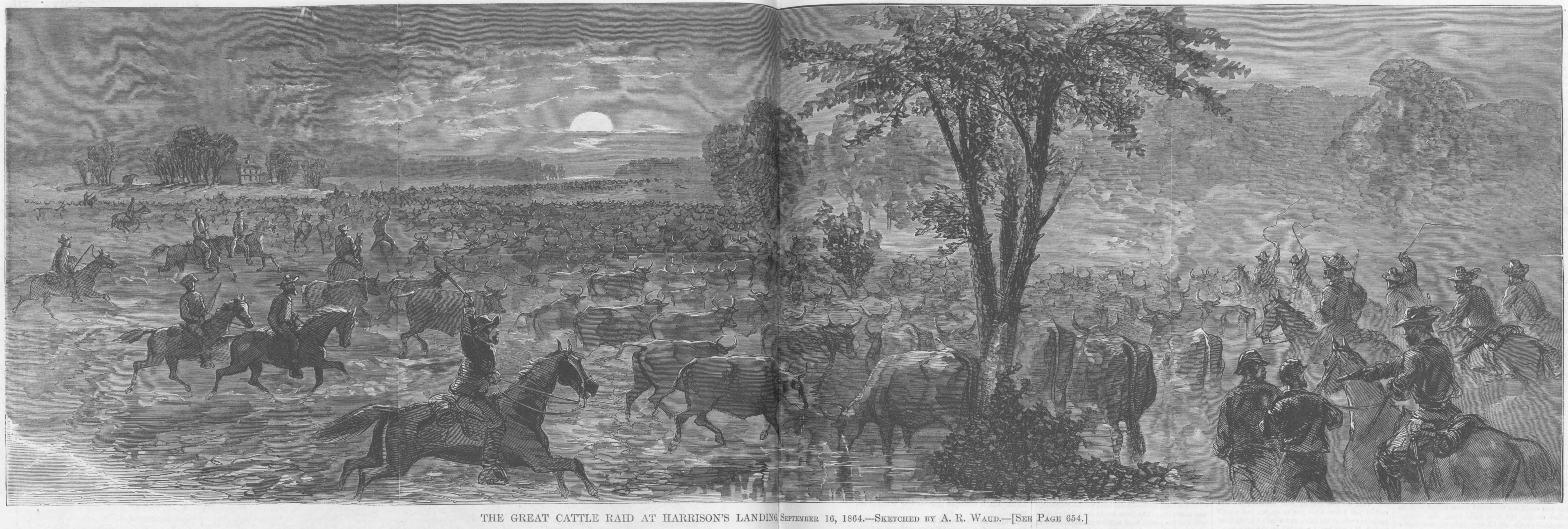
A Harper's Weekly grafikája a portyáról.

Hampton sikere átmenetileg enyhítette az élelmiszerhiányt a két ostromlott városban, így a déli hadsereg még egy darabig ki tudott tartani. Grant dühöngve vette tudomásul Hampton sikerét, míg Lincoln elnök elismeréssel adózott neki, amit az eddigi legravaszabb marhalopás-nak nevezett.
Konföderációs részről még a polgárháború után is állították, hogy az elhajtott csorda két hónapig, sőt a hadjárat végéig eleségül szolgált Richmondban és Petersburgben. Valójában a lakosság és a hadsereg létszámánál fogva az állomány adta húskészletet két hét alatt felélték, ezért sorsfordítónak nem nevezhető az amúgy figyelemreméltóan sikeres haditett.

## Emléke
Prince George megyében, ahol Hampton rajtaütése folyt, évente minden szeptemberben nagy marhasült-vacsorákkal emlékeznek meg a Beefsteak Raidről.
Az események szolgáltak alapjául Edward Dmytryk 1966-os klasszikus filmje cselekményének, az Alvarez Kelly-nek, amelyben a főbb szerepeket William Holden és Richard Widmark játsszák.